# بوتلبورن
بوتلبورن (به آلمانی: Büttelborn) یک منطقهٔ مسکونی در آلمان است که در Groß-Gerau واقع شده‌است. بوتلبورن ۱۳٬۵۷۸ نفر جمعیت دارد.